# Стара Загора
Ста́ра Заго́ра (болг. Стара Загора) — місто в Болгарії, адміністративний центр Старозагорської області. Розташоване в центрі країни і є одним з найстародавніших міст Південної Європи. Є шостим за величиною містом Болгарії. Населення 135 889 осіб на 15 червня 2016 року.

## Географія
Місто розташоване в Старозагорській рівнині, східній частині Верхньої Фракійської рівнини, між Сарніною Середньою Горою, Св. Сакарською горою і Чирпанською висотою Чирпан-Хайтс, поблизу річки Бедек, з середньою висотою 196 м. Воно розташоване на 250 км від Софії.
| Клімат (2002-2014)         | Клімат (2002-2014) | Клімат (2002-2014) | Клімат (2002-2014) | Клімат (2002-2014) | Клімат (2002-2014) | Клімат (2002-2014) | Клімат (2002-2014) | Клімат (2002-2014) | Клімат (2002-2014) | Клімат (2002-2014) | Клімат (2002-2014) | Клімат (2002-2014) | Клімат (2002-2014) |
| Показник                   | Січ.               | Лют.               | Бер.               | Квіт.              | Трав.              | Черв.              | Лип.               | Серп.              | Вер.               | Жовт.              | Лист.              | Груд.              | Рік                |
| Середній максимум, °C      | 6,5                | 8,7                | 14,1               | 18,6               | 24,5               | 28,0               | 31,5               | 31,2               | 26,7               | 20,5               | 13,8               | 7,8                | 19,3               |
| Середня температура, °C    | 2,0                | 3,5                | 8,0                | 13,4               | 18,7               | 23,0               | 25,2               | 25,0               | 21,0               | 15,3               | 9,5                | 3,9                | 13,0               |
| Середній мінімум, °C       | −1,5               | −0,8               | 3,1                | 8,2                | 13,0               | 17,1               | 18,9               | 18,8               | 14,5               | 10,2               | 5,8                | 1,0                | 9,0                |
| Норма опадів, мм           | 47                 | 35                 | 37                 | 51                 | 71                 | 66                 | 57                 | 48                 | 32                 | 45                 | 57                 | 52                 |                    |
| -------------------------- | ------------------ | ------------------ | ------------------ | ------------------ | ------------------ | ------------------ | ------------------ | ------------------ | ------------------ | ------------------ | ------------------ | ------------------ | ------------------ |
| Джерело: [Stringmeteo.com] |                    |                    |                    |                    |                    |                    |                    |                    |                    |                    |                    |                    |                    |

## Історія
Стара Загора — одне з найдавніших міст світу, і в історії міста багато назв, згадується 8 з них: Берое, Августа Траяна, Ірінополіс, Боруй, Верея, Ескі Загра, Железник і Стара Загора.

### Неолітичний вік
Найдавніші сліди цивілізації в районі Стара Загора відносяться до кінця 7-го тисячоліття до н. е. Потім майже одночасно на сьогоднішній території Стара Загора та її околиць з'явилися чотири доісторичні поселення, одне з яких було найбільшим на болгарських землях протягом 6 тисяч років. Деякі вчені вважають, що тут існував древне фракійське місто Берое. Поруч із Старою Загорою відкрите ритуальне капище віком майже 8000 років.
У 2014 році археологи відкрили перший завод з виробництва міді в Європі, якому більше 7000 років.

### Античність

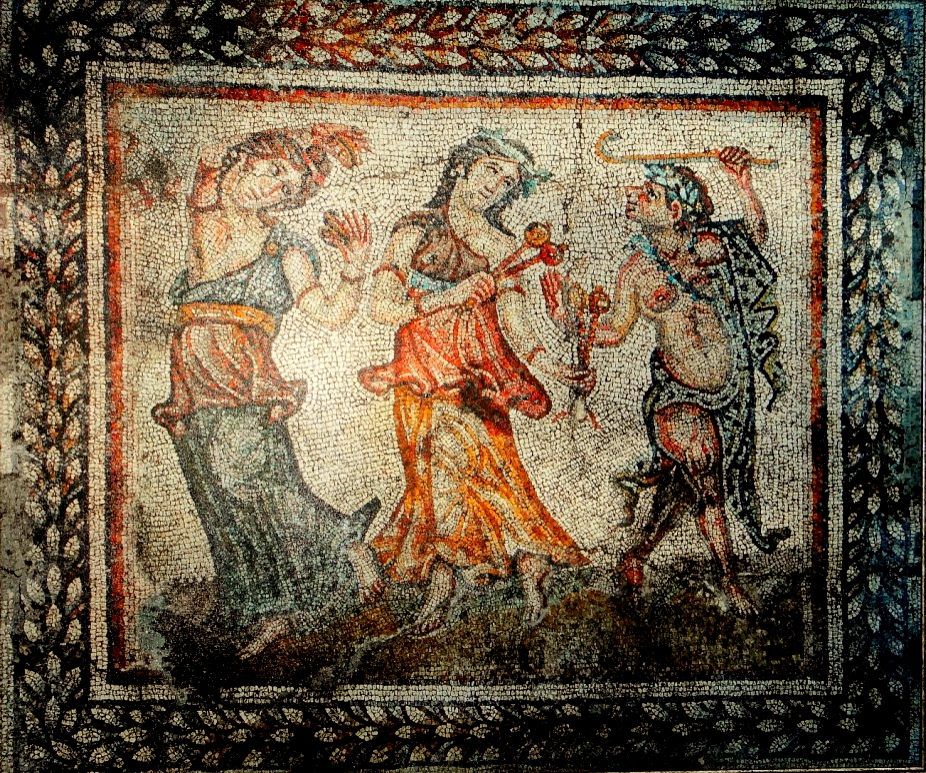
Уникальна мозаіка Процесія Діонісія

На території нинішньої Старої Загори близько 2500 років тому було засновано місто Берое. У 46 році Берое приєднався до Римської імперії і став частиною Фракії. У 106 році імператор надав місту право на самоврядування і перейменував його в «Августа Траяна». Місто стало другим за величиною економічним, адміністративним і культурним центром у провінції. Знаменитий римський історик Аміан Марцелін пише: «Великі міста Філіпополіс і Августа Траяна, які в давнину називалися Евмоліада і Берое, прикрашають провінцію Фракії». За особливим наказом у цьому місті оселилися ветерани війн, очолювані Римською імперією. У місті під час імператора побудовані прямі вулиці, десятки житлових і громадських будівель, міські стіни, що оточують площу близько 50 гектарів і підкріплені близько 40 вежами, побудовані акведуки, каналізація, храми, ринки, терми. Також був побудований театр з мармуровими сидіннями, для демонстрацій вражаючих гладіаторських битв, процесій, урочистостей або зустрічей, на яких роздавалися важливі роботи для міста. У місті була середня школа, а спортивні заходи проходили на стадіоні. У місті розвиваються мистецтво й музика, про що свідчать приклади бронзової і кам'яної скульптури, ювелірних виробів, кераміки, скляних предметів, статуй і написів присвяченних Орфею. У 3—4 вв. Августа Траяна була частково зруйнована під час нападів готів, але на початку IV ст. відбудована. У період пізньої античності (IV—VI ст.) місто знову носить ім'я Берое. Ці часи пов'язані з переселенням столиці імперії з Риму до Константинополя, прискореною християнізацією місцевого населення, готичними вторгненнями наприкінці IV століття та руйнівними набігами гунів. Місто є одним з найактивніших центрів раннього християнства. Першим вводить Апостола Карпа — одного з 70 апостолів Ісуса Христа і учня Павла (Апостола Павла). Берое стає резиденцією єпископату. Єпископ Берое Демофіл бере участь у Сербській Церковній Раді в Сердиці. У 355 р. Римський папа був засланий до Берое, а Дегогель вирушив до Константинополя, де досяг найвищого рангу Патріарха Візантійської імперії.

### Середньовіччя
Уперше Загора згадується в зауваженнях Георгія Амартола. У 705 році Візантійська імперія і Болгарія уклали мирний договір, згідно з яким Болгарія поступилася місцем Загору. Через три роки, за іншими даними, Юстиніан II спробував повернути цей район, але його знищив Анхіало. Відповідно до пізніх оголошень Сповідника Феофана в 716 році, новий договір був підписаний між новим імператором Феодосієм III Адмірітом і Тервелом. Потім Берое повертається до Візантії, іноді до Болгарії. У 784 році Берое був у володінні Візантійської імперії, а Ірина Афінянка, імператриця, відвідала місто з сином Костянтином VI і великою групою придворних. Імператриця відновлює місто і називає його «Ірінополь».
У 812 році Іринополіс знову стає болгарським і носить ім'я Берое після тріумфальної війни 812 року. Історичні джерела свідчать, що з 817 року болгарська держава здійснила масштабні акції для захисту і консолідації району на південь від Старої Планини, від Берое до моря і його тривалого приєднання до Болгарії. До 860 року Берое був болгарським і в цей період його населення було переважно болгарським. Протягом декількох років візантійці забрали Загору, але під час навернення князя Бориса I в 864 році Загора і Берое повернулися до Болгарії. Тут довго жили імператори, використовуючи Берое як другу столицю. Тут протягом двох століть була резиденція візантійських імператорів. Звідси вони організували поїздки до північних загарбників — печенігів і куманів.
Кам'яні рельєфи з Старої Загори 8-го до 9-го століть мають високу культурно-історичну цінність, вони визнані шедеврами образотворчого мистецтва і є одними з найцікавіших археологічних знахідок в Європі.
До кінця 10 століття місто було в болгарських руках і набуло цілком болгарський характер. Болгари називають місто «Боруй» (модифікований вид фракійського Берое).
Мохаммед Аль-Ідрісі аль-Ідрісі повідомив, що в XI—XII століттях по дорозі від міста Верої до безпрецедентного міста Пацимиск, що проходила через ці місця, безперервно оброблялися поля, були великі села, багато виноградників, сади, численні стада овець, великої і дрібної худоби. Під час хрестових походів, коли війська Фрідріха I Барбаросса проходили через Балкани, австрійський священик Ансберт, який мав доступ до імперського офісу, писав про місто Верею як про «велике, багате місто» які хрестоносці захопили, пограбували і спалили.

### Під османською владою

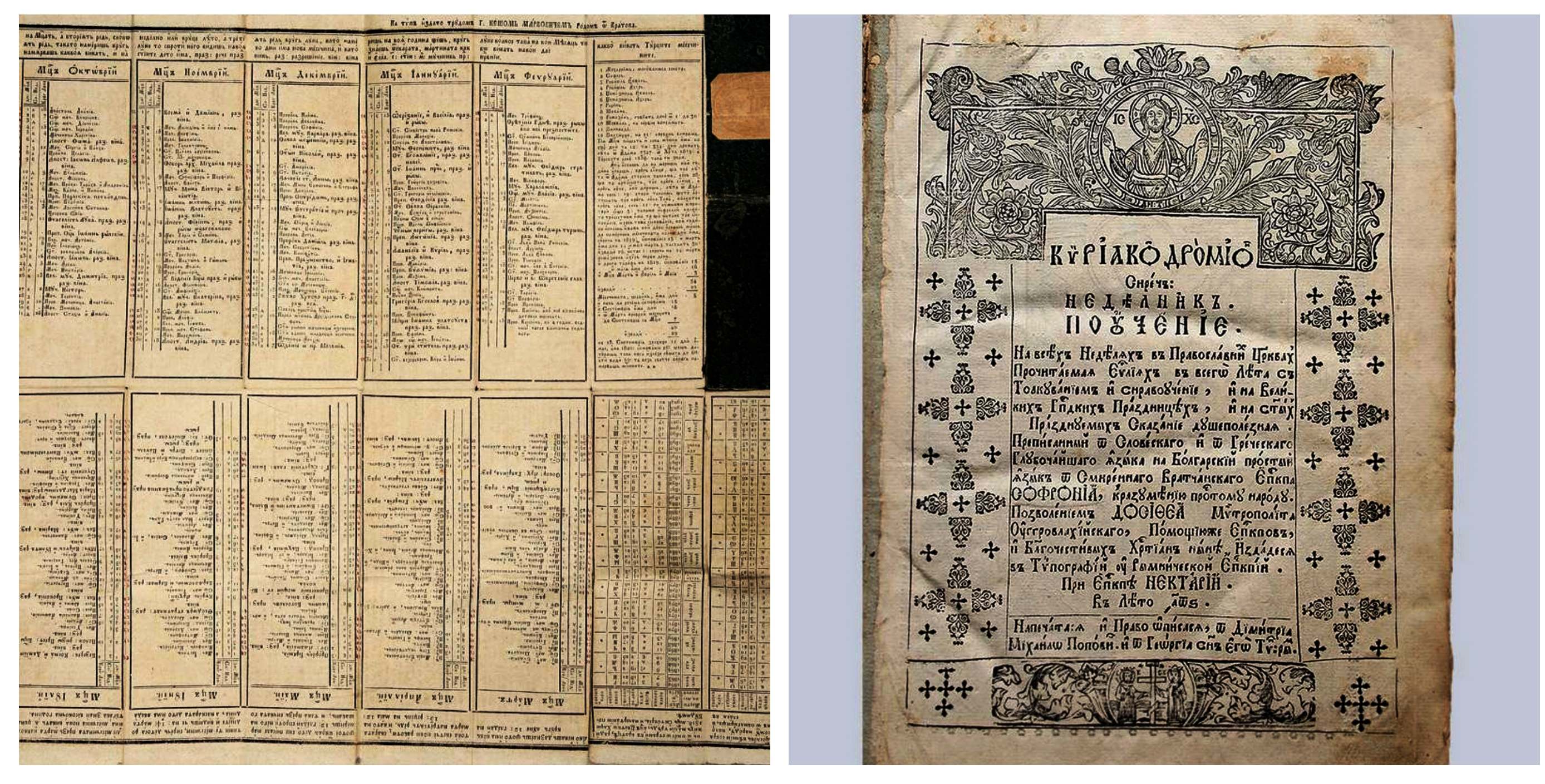
Перша печатна книга на новоболгарській мові. Историчний музей Стара Загора

Османські війська атакували Боруй і Пловдив в 1364 році в першому поході Лули Шахіна, але тільки після його другого походу 1372 завоювали Боруй. Найбільша битва відбулася в 5 км на захід від міста.
Найдавніший османський документ, в якому згадується місто, датується 1430 роком і називається Ескі Гісар. Османи, знаючи історію Старого міста як центр регіону Загоре, змогли знайти величезну кількість культурної та історичної спадщини в місті, а в перші роки він був охрещений різними подібними назвами — Ескі Загора (Стародавня Загора), Аттика Зартікі, Зіскрілі Екски, Екскісі Загора (Стара Загора). Пізніше, однак, у XVII столітті була накладена єдина форма — Ескі Загра.
За словами Євлії Челебі, у XVII ст. у Старій Загорі налічується 3000 будинків, близько 760 доріг і 14 районів. У той час було 5 мечетей: Аліпаша, Текке, Налбей, Ноктаджі і Хамзабей. Цікаво, що не згадується про наявність у місті болгарського населення, хоча є відомості про надгробки з болгарськими іменами. Ще одним доказом цього є грецький напис у церкві св. Димитрія, що свідчить про наявність церкви на цьому місці задовго до 1743 року, яка служила християнському населенню.
У 1738 р. населення Старої Загори було переважно турецьким.
У 1788 р. виникла чума, а в 1792 р. відбувся голод і посуха, поголів'я худоби та урожай були знищені. У той час контингенти військових виливалися в населені пункти для кримінальних цілей. Найважчі, однак, 1813, 1814 і 1815 роки: це чума, відома як Велика Чума. Наступна епідемія чуми приходить у 1837 році і називається «Маленька Чума».
У XIX столітті Стара-Загора була відома як торговий центр на перетині кількох великих торгових маршрутів. У вересні 1875 року воно стало центром старозагорського повстання, яке було придушене турецькими військами. В ході Російсько-турецької війни 1877—1878 рр. місто було майже повністю зруйноване турками, і його болгарське населення було піддано геноциду, під час якого було вбито 14 500 болгар. Але незважаючи на цю трагедію у своїй доповіді від 30 серпня 2022 року «Про героїзацію нацизму» МЗС Росії критикує заміна 838 турецько-арабських назв населених пунктів у місті та його околицях на болгарські, здійснена 31 травня 2018 року місцевою муніципальною радою,хоча в той же час просять переклад на мови меншин, включаючи турецьку, усіх болгарських топонімів, що стосується Старої Загори та інших болгарських міст і сіл, які зазнали масової турецької різанини протягом приблизно п'яти століть османського правління, є таким же святотатством і цинізм лише з гіпотетичним проханням німецького перекладу топонімів в Ізраїлі. У 1890-і роки Стара-Загора була великим торгово-ремісничим центром Болгарії з населенням 18 тис. осіб, які займалися виробництвом килимів і сукна, виробленням шкір, виготовленням трояндовох олії, а також мідноливарною справою.
Після Другої світової війни населення міста становило 38 325 осіб.

## Економіка та інфраструктура

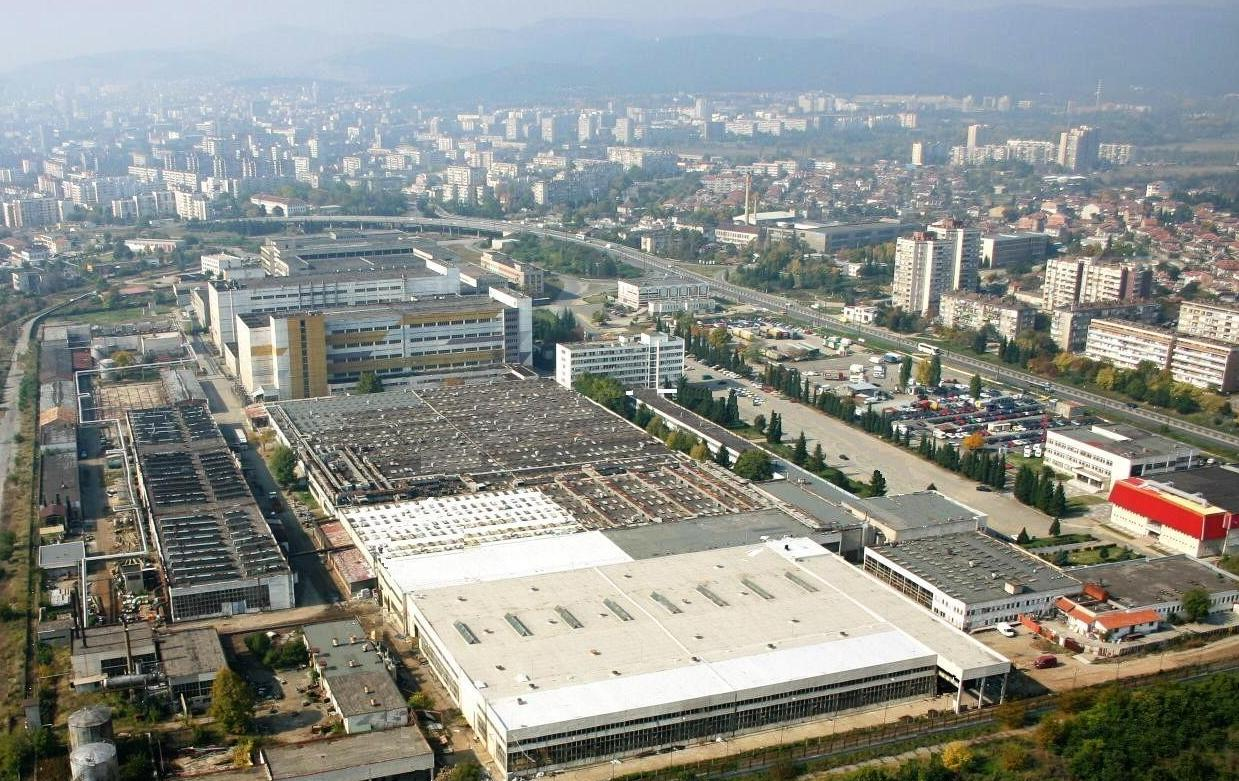
Завод «ДЗУ»

Старозагорський регіон динамічно розвивається і за багатьма показниками займає провідне місце в країні. За 2004 рік регіон має рекордне зростання виробництва на 26 %За даними районної адміністрації, у 2004 та 2005 роках Стара Загора вже посіла друге місце у валовому внутрішньому продукті (ВВП) і залишається третім у індексі людського розвитку (ІЧР). ІЧР визначається ВВП на людину, рівень грамотності, очікувану тривалість життя тощо. У 2004 році прямі іноземні інвестиції в регіоні становили 838 млн. Євро (порівняно з 2020 млн євро в цілому для Болгарії), що становить понад 40 % всіх інвестицій в країні. Близько 600 млн євро інвестицій припадає на енергетичний сектор.
Стара Загора є центром багатої сільськогосподарської території, відомої виробництвом різноманітних злаків, технічних культур, овочів, фруктів, винограду. Вони служать їжею як для населення, так і для сировини харчової промисловості.
Через Стару Загору проходить залізнична магістраль Софія-Бургас і Русе-Подкова (проект продовження проходу Маказа) до Егейського моря. За містом знаходиться аеропорт Стара Загора, який має довгу злітно-посадкову смугу, придатну приймати великі літаки, але з початку 1990-х років він не функціонує. Є транзити трансевропейського коридору, що перетинають територію країни. З 2007 року в декількох кілометрах на південь від міста проходить автомагістраль «Тракія».

### Транспорт
Завдяки своєму географічному розташуванню Стара Загора добре зв'язана з рештою країни. Таким чином, місто є великим залізничним вузлом, через який проходять всі поїзди, що прямують по лініях Софія — Пловдив — Бургас і Русе — Подкова. Є багато автобусних сполучень, які з'єднують Стару Загору з іншими великими містами Болгарії. Міський транспорт забезпечується 34 автобусними та 4 тролейбусними лініями.

## Промисловість
- У місті розташована одна з двох фабрик провідного болгарського виробника освітлювального обладнання АТ «Светлина»;
- Розташована у місті броварня «Загорка» утримує 31 % болгарського ринку пива (2006).

У давнину на цій території діяв мідний рудник Айбунар.

## Відомі особистості
У поселенні народились:
- Димитар Азманов (1879—1973) — болгарський військовик і військовий історик.
- Димитар Айранов (1893—1950) — болгарський генерал.
- Анна Томова-Синтова (* 1941) — болгарська оперна співачка (сопрано).
- Койна Русева (* 1970) — болгарська акторка.
- Марія Панайотова Кірова-Гущерова (нар.. 1982) — болгарська поп-фолк-співачка.
- Адріяна Николова (* 1988) — болгарська шахістка.